# 普萊森特瓦利鎮區 (愛荷華州斯科特縣)
普萊森特瓦利鎮區（英語：Pleasant Valley Township）是位於美國愛荷華州斯科特縣的一個行政鎮區。

## 地方資料
根據2010年美國人口普查的數據，普萊森特瓦利鎮區的面積為72.90平方千米，當中陸地面積為67.92平方千米，而水域面積為4.98平方千米。當地共有人口34936人，而人口密度為每平方千米479.23人。